# القصر الأحمر (الكويت)
القصر الأحمر، هو قصر شيده حاكم الكويت الشيخ مبارك الصباح عام 1896 في جنوب الجهراء، وسمي بالأحمر نسبة إلى لون جدرانه الحمراء، اكتسب القصر شهرة واسعة ابان هجوم الإخوان على الجهراء عام 1920.

## التصميم
شيد القصر الأحمر في جنوب شرق قرية الجهراء القديمة وبدء بنائه في عام 1896 وتبلغ مساحته 6500 متر مربع ويبلغ ارتفاع جدرانه 4 أمتار ونصف بسمك متر واحد. ويحتوي على 33 غرفة بالإضافة إلى 3 بوابات أكبرهم تقع في الشرق وأخرى من الشمال بالإضافة إلى بوابة صغيرة في الشمال مخصصة للنساء ويلحق بالقصر أسطبل يتسع إلى 100 حصان  أضيف للقصر بئر حفر أثناء حصار الاخوان للقصر في معركة الجهراء عام 1920، استمد لونه الأحمر من الطين الأحمر الذي بني فيه.
وبناء القصر عباره عن بناء شبه مربع وجدرانه مبنية من الطين، وتبلغ مساحة القصر الكلية 60726,50 قدما مربعا، ويبلغ ارتفاع الجدران 15 قدم، ويبلغ سمك الجدار من الأعلى قدمين، ويبلغ طول الجدار الشرقي 289 قدم، والجدار الغربي 298 قدم، ويبلغ طول الجدار الشمالي 211 قدم، والجدار الجنوبي 203 قدم، وتوجد بوابة رئيسية على الجانب الشمالي الغربي، وتوجد بوابتان إحداهما في الجانب الشمالي الشرقي لدخول ضيوف البادية، والأخرى عبارة عن باب صغير سري في الناحية الشمالية يؤدي إلى الساحة الخصوصية لمسكن النساء. وتتكون بوابات القصر من الخشب المتين وثبتت بمسامير معدنية كبيرة.
وفوق زوايا القصر الأربع توجد أبراج للمراقبة وتسمى غولة، وتوجد في جدران القصر الكثير من الثقوب المتفاوتة، ويبلغ عددها من 8 إلى 14 ثقب تسمى مزاغيل كانت تستخدم لأغراض الدفاع وإطلاق النار وقت الحرب.

## استخدامات القصر
ينقسم القصر إلى عدة أقسام، فهناك قسم سكن الأمير، وهو في الناحية الشمالية من القصر ويتوسطه فناء واسع يسمى «حوش الحريم» كما يضم حجرة خاصة بالأمير بالإضافة إلى المطبخ والحجر المخصصة للخدم، والقسم الثاني هو المسجد ويقع في الناحية الشمالية وهو قسم المسجد وهو يتكون من حجرة طويلة ضيقة مخصصة لصلاة الموجودين داخل القصر، ويفصل يبنها وبين سكن الأمير فناء صغير يضم غرفا يستخدمها إمام المسجد للمعيشة والاستقبال أثناء إقامته بالقصر، والقسم الثالث هو الديوانية، التي تقع في الجانب الغربي من القصر، وهو الديوانية التي خصصت لاستقبال الضيوف، وهي عبارة عن حجرات تقع في فناء واسع له فتحة تؤدي إلى فناء آخر، يستخدم لإبقاء إبل الضيوف للأمير.
وفي عهد حاكم الكويت الشيخ مبارك الصباح كان القصر سكناً لزوجته الجازي بنت فهد الأصقه الدويش، حيث كتب لوريمر في كتاب دليل الخليج من أن "(هناك علاقة مصاهرة بين الكويت وقبيلة مطير فقد تزوج شيخ الكويت ابنة فهد الأصقه أحد شيوخ الدوشان وجعل من حصنه في الجهراء مقرا لإقامتها) 
كما يوجد بالقصر أسطبل، ويقع في الجانب الجنوبي من القصر وهو عبارة عن فناء مسور تحفظ فيه الخيل خلال فصل الصيف، أما في فصل الشتاء فكانت الخيول تحفظ في اسطبلات مسيجة مسقوفة.

## الأنشطة الثقافية في القصر
يقع القصر الاحمر في محافظة الجهراء بمنطقة القصر ويتبع حاليا للمجلس الوطني للثقافة والفنون حيث تقام فيه المتاحف في بعض المناسبات، وفي أغسطس 2001 ، أقيم في القصر معرض الأسلحة القديمة، كما أقيم حفل للرقصات الشعبية فيه في يونيو 2006، وقد تم عرض عدد من الرقصات الشعبية مثل العرضة والفرينسي.